# Oriensubulitermes
Oriensubulitermes es un género de termitas  perteneciente a la familia Termitidae que tiene las siguientes especies:

## Especies
1. Oriensubulitermes inaniformis
2. Oriensubulitermes inanis
3. Oriensubulitermes kemneri